# Letounovití
Letounovití (Exocoetidae) neboli létající ryby je čeleď jehlotvárných ryb, vyskytujících se v teplých mořích celého světa. Charakteristické jsou pro ně velké prsní ploutve (až dvě třetiny délky těla), které jim umožňují klouzavý let. Je-li ryba pronásledována predátorem, rozjede se rychlými pohyby ocasní ploutve a vymrští se z vody do zhruba metrové výšky (díky štíhlému vřetenovitému tělu překonává odpor vodní hladiny), pak roztáhne prsní ploutve jako křídla a plachtí až dvě sta metrů daleko.
Latinský název čeledi pochází z řeckého výrazu ἐξώκοιτος („spící venku“), protože se věřilo, že tyto ryby se ukládají ke spánku na břehu.
Největším druhem je letoun kalifornský (Cheilopogon pinnatibarbatus), který dorůstá až délky 40 cm. Většina létajících ryb je však zhruba poloviční. Létající ryby žijí v hejnech a obvykle se drží těsně pod hladinou.
Létající ryby jsou předmětem rybolovu; chytají se hlavně v noci a rybáři je lákají na světlo. Jejich jikry jsou v Japonsku vyhlášenou lahůdkou pod názvem tobiko, používají se k přípravě suši.

## Rody
Příslušníky čeledi letounovitých je asi padesát druhů, rozdělených do sedmi rodů:
- Cheilopogon
- Cypselurus
- Exocoetus
- Fodiator
- Hirundichthys
- Parexocoetus
- Prognichthys